# San José de los Chorrillos
San José de los Chorrillos es una localidad peruana, capital del distrito de Cuenca, de la Provincia de Huarochirí en el Departamento de Lima, bajo la administración del Gobierno Regional de Lima-Provincias, Perú.

## Tonopomia
chorrillos es igual de chorrillos de lima ,que son diferentes distritos de region lima